# Shamrock

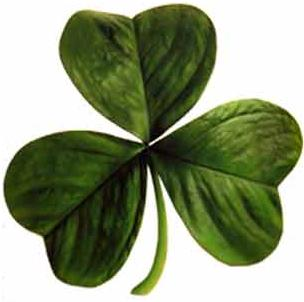
Một lá shamrock

Shamrock là một từ ngữ dùng để chỉ một nhánh nhỏ còn non của cỏ ba lá, được sử dụng như một biểu tượng của Ireland. Thánh Patrick, thánh bảo trợ của Ireland, được cho là đã sử dụng nó như một ẩn dụ cho Ba Ngôi của Thiên Chúa giáo. Tên gọi shamrock bắt nguồn từ từ seamróg (phát âm tiếng Ireland: [ˈʃamˠɾˠoːɡ]) trong tiếng Ireland, đây là từ mang nghĩa giảm nhẹ (diminutive) của từ tiếng Ireland với nghĩa "cỏ ba lá" (seamair) và có nghĩa đơn giản là "lá chẽ ba nhỏ" hoặc "lá chẽ ba non".
Shamrock thường dùng để một trong hai loài Trifolium dubium (chẽ ba nhỏ, tiếng Ireland: seamair bhuí) hoặc Trifolium repens (chẽ ba trắng, tiếng Ireland: seamair bhán). Tuy nhiên, các loại cây có ba lá nhánh—như Medicago lupulina, Trifolium pratense và Oxalis acetosella—đôi khi được gọi là shamrock hoặc clover (cỏ ba lá). Shamrock được sử dụng phổ biến nhờ các đặc tính về y học, và là một motif nổi tiếng trong thời kỳ Victoria.

## Phân loại thực vật

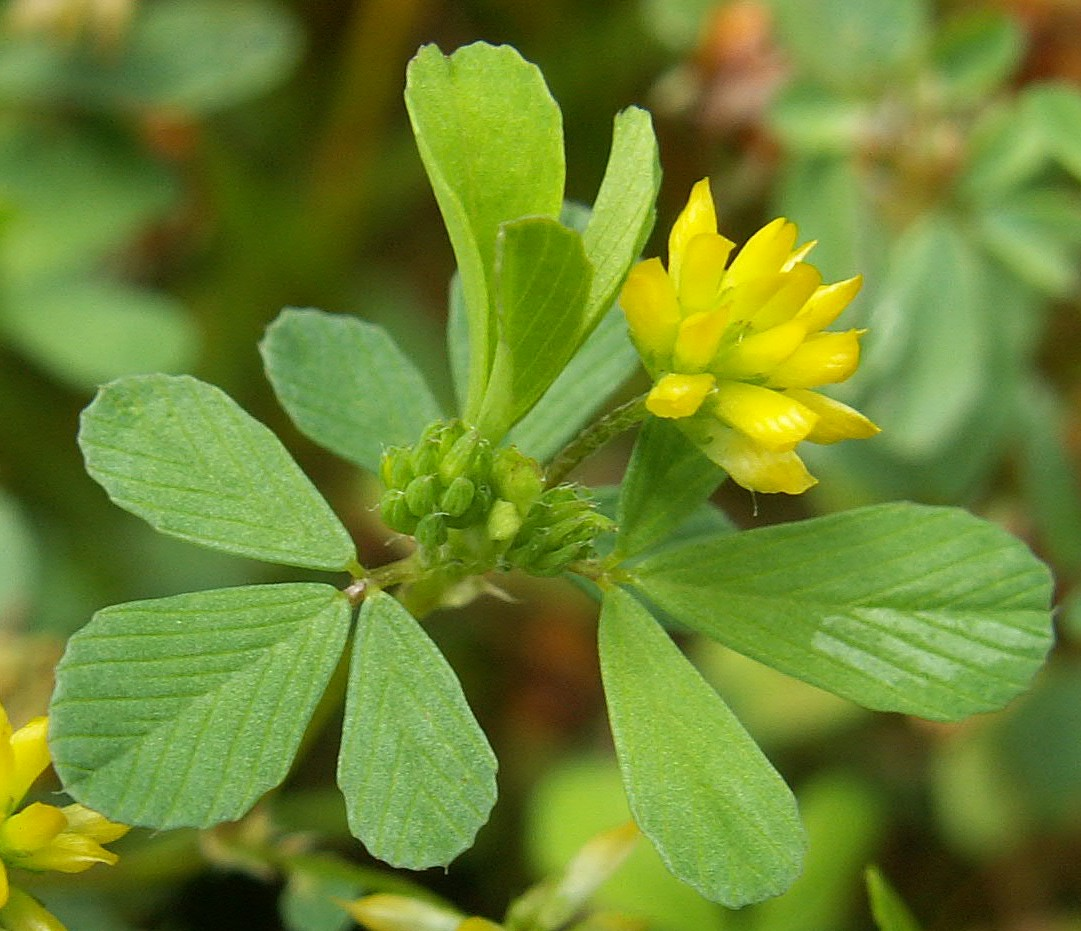
Trifolium dubium

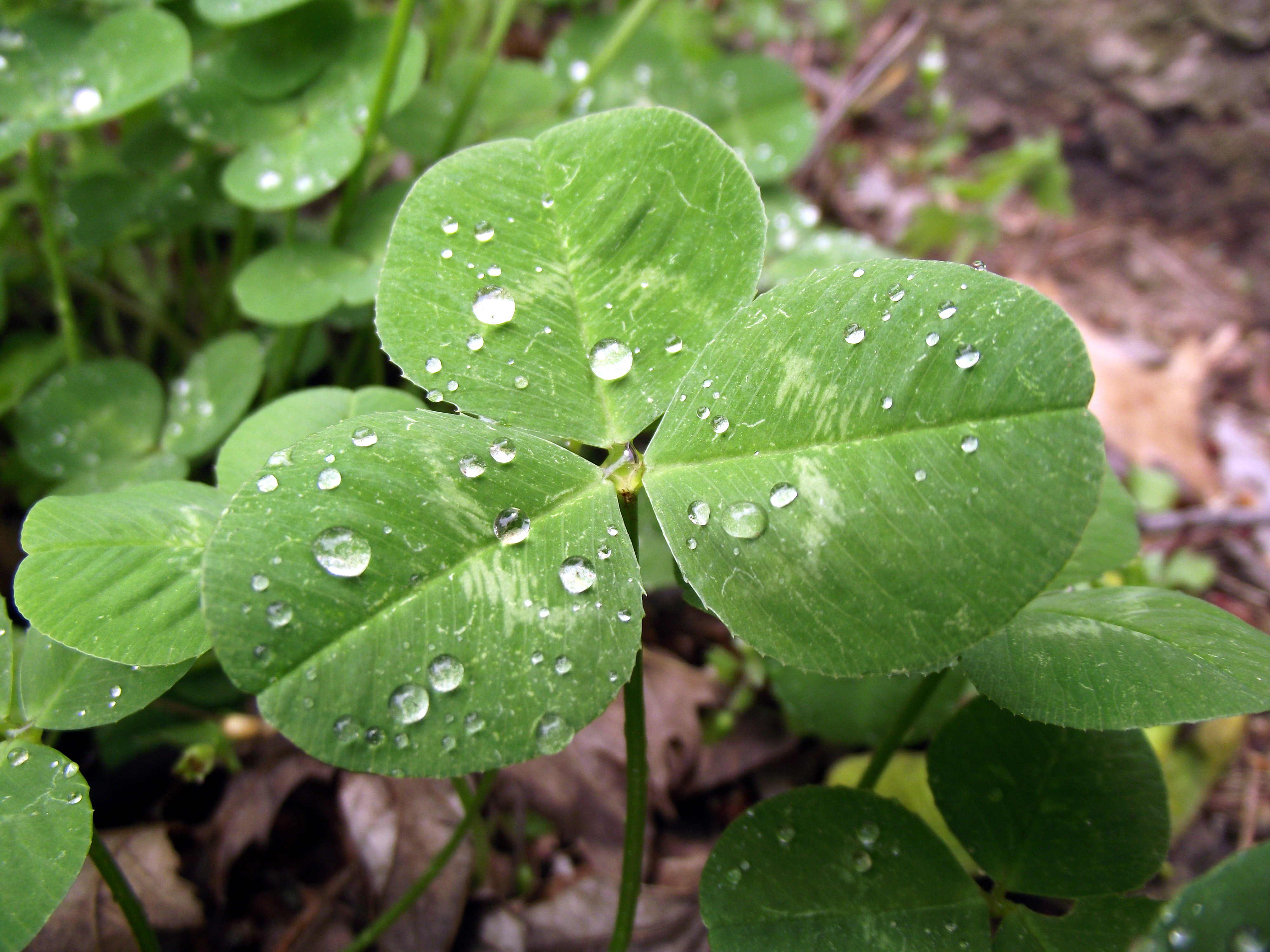
Trifolium repens

Hiện vẫn chưa có sự đồng thuận về các loài thực vật chính xác nào thuộc dòng cỏ ba lá nhánh là shamrock "thật sự". John Gerard trong cuốn sách về dược thảo của ông năm 1597 đã định nghĩa shamrock là Trifolium pratense hoặc Trifolium pratense flore albo, có nghĩa là chẽ ba đỏ hoặc trắng (red/white clover). Ông mô tả cây bằng tiếng Anh là "Three graves" (ba ngôi mộ) hay "Medow Trefoile", "loài được gọi là Shamrockes ở Ireland". Nhà thực vật học người Ireland, Caleb Threlkeld, viết năm 1726 trong tác phẩm của mình có tựa đề Synopsis Stirpium Hibernicarum, hoặc Một luận án về cây cối bản địa ở Ireland đã đi theo Gerard để xác định shamrock là Trifolium pratense, gọi nó là cỏ ba lá đồng ruộng trắng (white field clover).
Nhà thực vật học Carl von Linné trong tác phẩm của mình năm 1737, Flora Lapponica, xác định shamrock là Trifolium pratense, nhắc đến nó theo tên trong một dạng Latin hóa là Chambroch, với một nhận xét tò mò sau đây: "Hiberni suo Chambroch, quod est Trifolium pratense purpureum, aluntur, celeres & promtissimi roburis" (Người Ireland gọi nó là shamrock, đó là cỏ ba lá màu tím (purple field clover), và là thứ họ ăn để làm cho bản thân trở nên nhanh nhạy và có sức mạnh lanh lẹ). Linnaeus dựa theo thông tin của mình rằng người Ireland đã ăn lá shamrock từ ý kiến của các tác giả người Anh thời Elizabeth I như Edmund Spencer, người đã nhận xét rằng shamrock được người Ireland sử dụng để ăn, đặc biệt là trong những thời kỳ khó khăn và nạn đói. Tuy nhiên, kể từ đó đã có những ý kiến lập luận, rằng những tác giả thời Elizabeth I này đã nhầm lẫn bởi sự giống nhau giữa tên tiếng Ireland (Gaelic) của lá cỏ ba lá non (seamróg), và tên cho cây chua me núi (wood sorrel) (seamsóg).
Tình huống liên quan đến nhận dạng của shamrock là một nhầm lẫn bởi một nhà thực vật học người London là James Ebenezer Bicheno, người tuyên bố trong một luận án 1830 rằng shamrock thực sự là Oxalis acetosella, hay cây chua me đất (wood sorrel). Bichino đã tuyên bố một cách sai lầm rằng cỏ ba lá không phải là một loại cây bản địa của Ireland và chỉ được đưa vào Ireland vào giữa thế kỷ XVII, và dựa trên luận cứ của các tác giả thời Elizabeth I rằng shamrock đã được ăn. Bicheno lập luận rằng nó có các đặc điểm trùng hớp với chi Chua me đất hơn so với cỏ ba lá, vì cây chua me đất thông thường được ăn như một loại rau xanh và được dùng làm thực phẩm hương vị như gỗ cây thường được ăn như một màu xanh lá cây và sử dụng như một loại thực phẩm tạo hương vị. Tuy nhiên, lập luận của Bicheno vẫn chưa được chấp nhận, vì trọng lượng của bằng chứng nghiêng về giá thuyết một loài cỏ ba lá.
Một cách tiếp cận khoa học khác đã được thực hiện bởi các nhà thực vật học người Anh, James Britten và Robert Holland, những người viết trong Từ điển tên gọi cây trồng Anh (Dictionary of English Plant Names) xuất bản năm 1878, rằng cuộc điều tra của họ đã tiết lộ rằng Trifolium dubium là loài cây được bán nhiều nhất ở Covent Garden như một dạng shamrock trong Ngày Thánh Patrick, và rằng nó đã được đeo ở ít nhất 13 quận ở Ireland.
Cuối cùng, các cuộc điều tra chi tiết để giải quyết vấn đề được tiến hành theo hai cuộc điều tra thực vật riêng biệt ở Ireland, một vào năm 1893 và một cuộc khác vào năm 1988. Cuộc điều tra năm 1893 được thực hiện bởi Nathaniel Colgan, một nhà tự nhiên học nghiệp dư làm việc với tư cách là thư ký tại Dublin, trong khi khảo sát năm 1988 được thực hiện bởi E. Charles Nelson, Giám đốc Vườn Bách thảo Quốc gia Ireland. Cả hai cuộc điều tra đều liên quan đến việc yêu cầu mọi người từ khắp Ireland gửi các ví dụ về shamrock, sau đó được trồng và cho nở hoa, để xác định được các loài thực vật của họ. Kết quả của hai cuộc điều tra rất giống nhau, cho thấy quan niệm về shamrock ở Ireland có rất ít thay đổi trong gần một trăm năm. Kết quả điều tra được trình bày trong bảng dưới đây.
| Tên                | Tên thường gọi                  | Tỷ lệ (1893) | Tỷ lệ (1988) |
| ------------------ | ------------------------------- | ------------ | ------------ |
| Trifolium dubium   | Chẽ ba nhỏ                      | 51           | 46           |
| Trifolium repens   | Xa trục thảo/cỏ ba lá hoa trắng | 34           | 35           |
| Trifolium pratense | Chẽ ba đỏ                       | 6            | 4            |
| Medicago lupulina  | Linh lăng đen                   | 6            | 7            |
| Oxalis acetosella  | Chua me núi                     | _            | 3            |
| Các loài khác      | các loại Trifolium, Oxalis      | 3            | 5            |

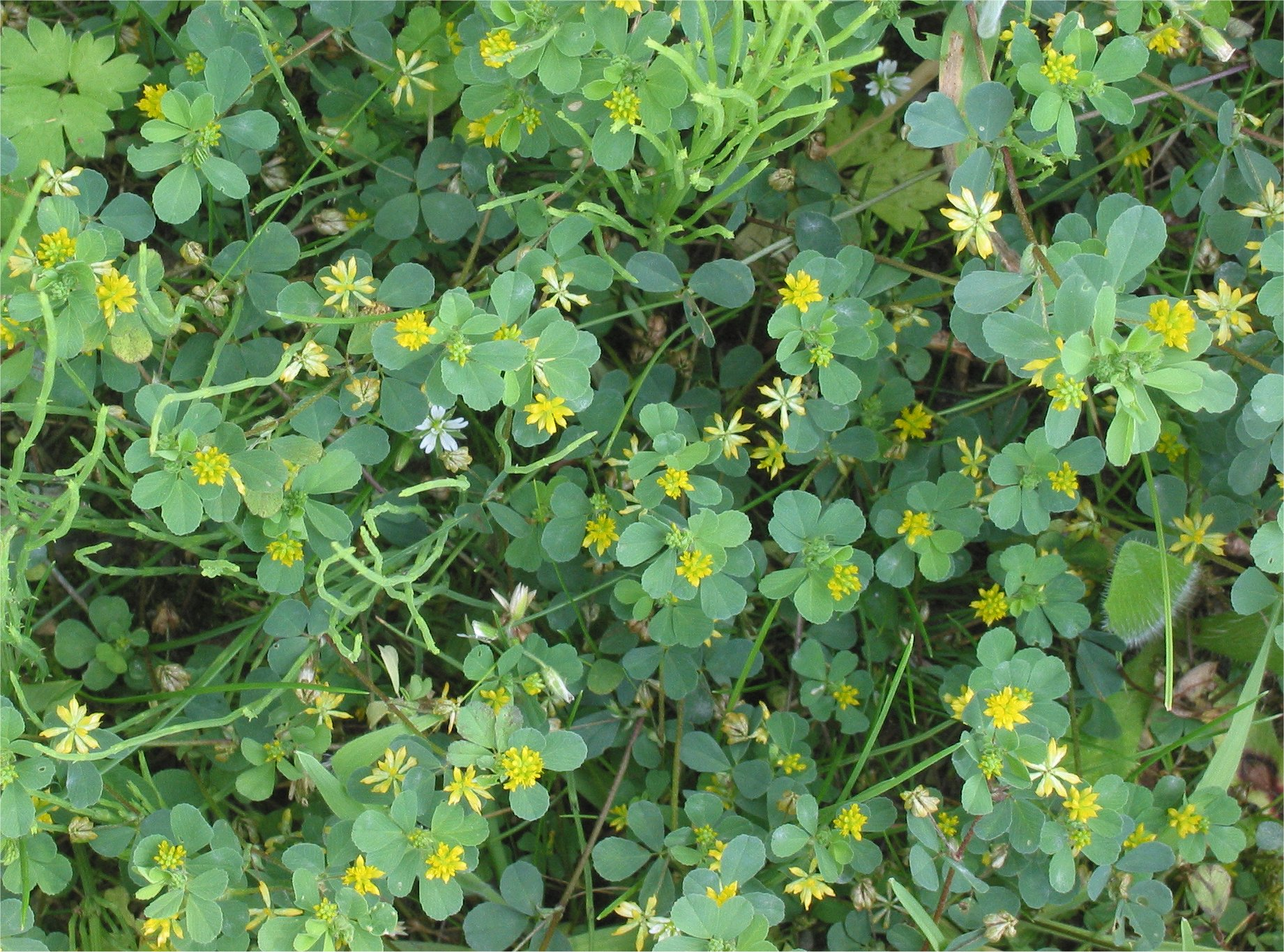
Hoa của medicago lupulina ở Ireland từ tháng 5 tới tháng 10 và vì vậy, không phải là bông hoa trong Ngày Thánh Patrick

Kết quả cho thấy không có loài "thật sự" nào là shamrock, nhưng Trifolium dubium (chẽ ba nhỏ) được coi là shamrock bởi khoảng một nửa số người Ireland, và Trifolium repens (chẽ ba trắng) chiếm một phần ba, còn lại là sự phân chia ý kiến giữa năm loại, Trifolium pratense, Medicago lupulina, Oxalis acetosella và các loài khác của Trifolium và Oxalis. Không có loài nào trong số các loài trong cuộc khảo sát chỉ có ở Ireland, và tất cả đều là các loài phổ biến ở châu Âu, vì vậy không có nền tảng cơ sở về thực vật học nào cho niềm tin được phổ biến rộng rãi rằng shamrock là một loài thực vật chỉ mọc ở Ireland.

## Những tài liệu tham khảo đầu tiên
Từ "shamrock" xuất phát từ seamair óg, nghĩa là "nhánh cỏ ba lá non", và tham chiếu đến semair, nghĩa là "cỏ ba lá", xuất hiện trong văn học Ireland thuở sơ khai, thường như một mô tả về một đồng cỏ ba lá đầy hoa. Ví dụ, trong loạt các bài thơ có vần điệu thời trung cổ về các địa điểm khác nhau của Ireland có tên là Điệu Dindshenchus, một bài thơ về Tailtiu hoặc Teltown ở vùng Hạt Meath diễn tả nó như một đồng cỏ nở hoa rực rỡ với cỏ ba lá đang nở rộ (mag scothach scothshemrach). Tương tự như vậy, một câu chuyện khác nói về cách Thánh Brigid quyết định nghỉ ở xứ Kildare khi bà nhìn thấy đồng cỏ đầy sức sống tràn ngập hoa của cỏ ba lá (scoth-shemrach). Tuy nhiên, văn học ở Ireland không phân biệt giữa cỏ ba lá (clover) và shamrock, và chỉ trong tiếng Anh thì shamrock mới đứng như một từ riêng biệt.

Đề cập đến đầu tiên của shamrock trong ngôn ngữ tiếng Anh là vào năm 1571, trong tác phẩm của học giả người Anh thời Elizabeth I là Edmund Campion. Trong tác phẩm Boke of the Histories of Irelande, Campion mô tả những thói quen của "người Ireland hoang dã" và nói rằng người Ireland đã ăn shamrock: "Shamrote, cải xà lách, cây có củ và các loại thảo mộc khác mà chúng ăn". Tuyên bố rằng người Ireland đã ăn shamrock được lặp đi lặp lại trong các tác phẩm sau này, và có vẻ là một sự nhầm lẫn với Ailen từ seamsóg hay cây chua me đất (Oxalis). Không có bằng chứng từ bất kỳ nguồn tư liệu bằng tiếng Ireland nào cho biết rằng người Ireland đã ăn cỏ shamrock, nhưng có bằng chứng cho thấy người Ireland đã ăn cây chua me đất. Ví dụ, trong tác phẩm tiếng Ireland thời Trung cổ Buile Shuibhne (Sự điên cuồng của Sweeney), vua Sweeney, người đã phát điên và sống trong rừng như một ẩn sĩ, liệt kê cây chua me đất trong những thảo mộc mà ông sử dụng làm thức ăn.
Nhà thơ Anh thời Elizabeth I là Edmund Spenser, viết ngay sau năm 1596, đã miêu tả những quan sát của ông về một tỉnh Munster bị tàn phá sau cuộc nổi dậy của Desmond trong tác phẩm của mình A View of the Present State of Ireland (Một quan điểm về Quốc gia Ireland hiện tại). Ở đây shamrock được miêu tả là một thực phẩm ăn được, được sử dụng như một phương kế cuối cùng bởi những người tuyệt vọng tìm kiếm bất kỳ chất dinh dưỡng nào trong thời kỳ nạn đói sau chiến tranh: 
Anatomies of death, they spake like ghosts, crying out of theire graves; they did eat of the carrions.... and if they found a plott of water cresses or shamrockes theyr they flocked as to a feast for the time, yett not able long to contynewe therewithall.
Tạm dịch:
Những xác người như đã chết, họ thì thào như bóng ma, gào khóc từ những mồ chôn bản thân; họ đã ăn những cái xác thối rữa.... và nếu họ tìm thấy những mớ cải xoong hoặc cỏ shamrock, họ sẽ đổ xô đến mở tiệc ngay lúc đó, nhưng không lâu nữa họ sẽ lại như cũ.
Ý tưởng rằng người Ireland đã ăn shamrock được lặp lại trong văn bản của Fynes Moryson, người từng là thư ký cho Lãnh chúa Ủy quyền của Ireland (Lord Deputy of Ireland). Trong tác phẩm  An itinerary thorow Twelve Dominions (Hành trình qua mười hai lãnh địa) năm 1617, Moryson đã miêu tả "người Ireland hoang dã", và trong trường hợp này, thói quen ăn shamrock theo giả thiết của họ là kết quả của lối sống khổ cực giật gấu vá vai của phường trộm cắp. Moryson cho rằng người Ireland "sẵn sàng ăn cỏ Schamrock có vị chua khi đang chạy, và khi bị đuổi bắt qua lại, họ chồm ra như những con thú từ những cống rãnh." Việc tham chiếu đến một hương vị chua là gợi ý đến vị chua và đắng của cây chua me đất.
Một điều rõ ràng có thể nhận thấy là vào cuối thế kỷ XVI, shamrock đã trở nên nổi tiếng với các nhà văn Anh như là một cây trồng đặc biệt liên quan đến người Ireland, nhưng chỉ với một ý niệm nhầm lẫn rằng shamrock là một loại cây được họ sử dụng để ăn. Đối với một nhà nghiên cứu thảo dược như Gerard, rõ ràng là shamrock là cỏ ba lá, nhưng các nhà văn người Anh khác dường như không biết danh tính thực vật của shamrock. Điều này không gây ngạc nhiên, khi mà họ có thể biết tới thông tin một cách tam sao thất bản. Đáng chú ý là không có bất kỳ đề cập đến bất cứ nơi nào trong những ghi chép về Thánh Patrick hoặc huyền thoại về việc ông đã sử dụng shamrock để giải thích về Ba Ngôi Thiên chúa. Tuy nhiên, có hai tài liệu tham khảo có thể có liên quan đến phong tục "drowning the shamrock" (chết chìm trong shamrock) trong "usquebagh" hoặc whiskey. Năm 1607, nhà biên kịch Edward Sharpham trong vở kịch The Fleire của mình có đề cập đến "Maister Oscabath người Ireland... và Maister Shamrough tay sai của ông ta". Sau đó, một tác phẩm năm 1630 có tựa đề Sir Gregory Nonsence của nhà thơ John Taylor có bao gồm các dòng: "Whilste all the Hibernian Kernes in multitudes, /Did feast with shamerags steeved in Usquebagh" ("Trong khi những tên lính kern người Ái Nhĩ Lan trong đám đông, / Có bữa tiệc với shamerag ở Usquebagh").

## Liên kết đến Thánh Patrick

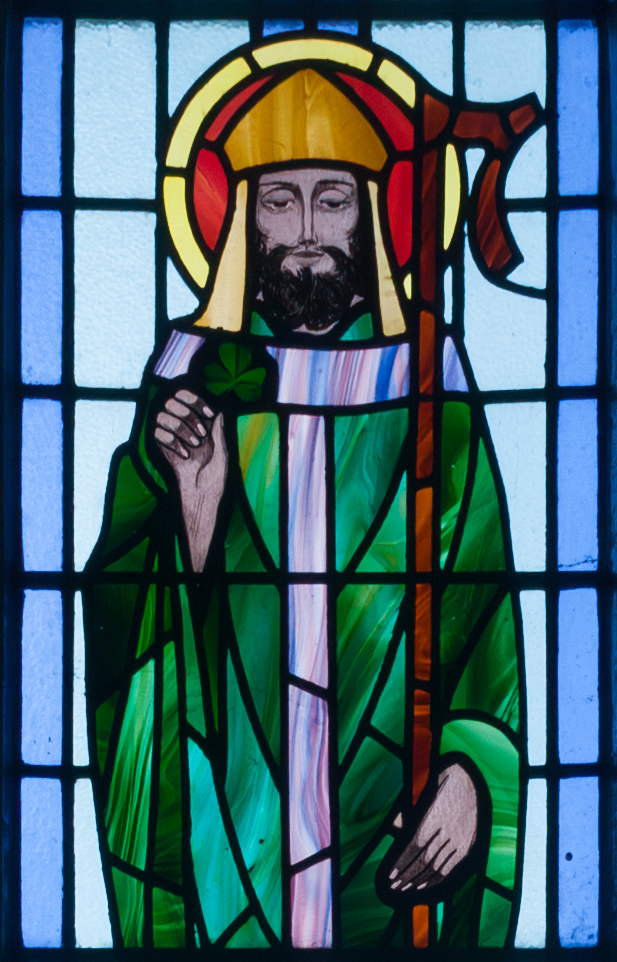
Thánh Patrick được miêu tả với chi tiết shamrock trên cửa sổ kính màu ở Nhà thờ Thánh Benin, Wicklow, Ireland

Theo truyền thống, shamrock được cho là đã được sử dụng bởi Thánh Patrick để minh họa giáo lý Thiên chúa về Ba Ngôi khi trong công cuộc cải đạo ở Ireland trong thế kỷ thứ 5. Bằng chứng đầu tiên về mối liên hệ giữa Thánh Patrick và shamrock xuất hiện vào năm 1675 trên đồng nửa xu (halfpenny) của Thánh Patrick. Những đồng xu này được khắc một hình ảnh Thánh Patrick đang rao giảng cho một đám đông trong khi đang cầm một nhánh shamrock, có lẽ là để giải thích học thuyết về Ba Ngôi Thiên Chúa. Ở đất nước Ireland ngoại giáo, ba là một con số hàm chứa ý nghĩa, và người Ireland có rất nhiều bộ ba vị thần, những vị có thể đã hỗ trợ Thánh Patrick trong nỗ lực truyền giáo. Patricia Mason nói rằng "Không có bằng chứng cho thấy cỏ ba lá hoặc cây chua me đất (cả hai đều được gọi là shamrock) là vật chứng thiêng liêng với người Celt". Tuy nhiên, Jack Santino suy đoán rằng "Shamrock có lẽ có liên quan đến trái đất và được giả bộ bởi các tu sĩ là biểu tượng của sự tái sinh sức mạnh của thiên nhiên... Tuy nhiên, shamrock, bất kể lịch sử của nó như một biểu tượng dân gian, ngày nay có ý nghĩa trong một bối cảnh Thiên Chúa giáo. Hình ảnh của Thánh Patrick miêu tả việc ông dẫn những con rắn rời khỏi Ireland với một cây thập giá ở một bên tay và một chồi shamrock non trong bàn tay còn lại." Roger Homan viết, "Chúng ta có thể thấy Thánh Patrick vẽ theo khái niệm thị giác về triskele khi ông sử dụng shamrock để giải thích về Ba Ngôi".
Bản đề xuất đầu tiên của liên kết này đã không xuất hiện cho đến năm 1681, trong bản tường thuật của Thomas Dineley, một du khách Anh tới Ireland. Dineley viết:
The 17th day of March yeerly is St Patricks, an immoveable feast, when ye Irish of all stations and condicions were crosses in their hatts, some of pinns, some of green ribbon, and the vulgar superstitiously wear shamroges, 3 leav'd grass, which they likewise eat (they say) to cause a sweet breath.
Tạm dịch:
Ngày 17 tháng 3 hằng năm là ngày lễ Thánh Patrick, một ngày lễ không thể lay chuyển, khi người Ireland thuộc mọi địa vị, thân phận đã tụ hội với mũ nón, ghim cài và ruy băng xanh, và những người khờ khạo ngớ ngẩn đeo trên người shamroges (shamrock), loài cỏ ba lá, mà họ cũng ăn nó (như họ nói) để có hơi thở ngọt ngào.
Không có chi tiết nào trong bản tường thuật của Dineley về huyền thoại của Thánh Patrick sử dụng shamrock để giảng dạy bí ẩn về Ba Ngôi, và câu chuyện này không xuất hiện bằng văn bản cho đến sự xuất hiện một tác phẩm năm 1726 của nhà thực vật học Caleb Threlkeld. Threlkeld xác định shamrock là loài xa trục thảo (Trifolium pratense) và bình luận khá gay gắt về phong tục đeo lá shamrock vào Ngày Thánh Patrick:
Loài cây này được người dân đeo trên mũ vào ngày 17. Ngày thường niên vào tháng ba, (gọi là Ngày Thánh Patrick.) Nó là một truyền thống hiện hành, rằng bằng loài cỏ ba lá này, ông đặt chúng một cách tượng trưng cho những bí ẩn của Ba Ngôi Thiên Chúa. Tuy nhiên, khi họ ngâm Seamar-oge của mình, họ thường xuyên chìm trong rượu quá nhiều, đó không phải là một hành động đúng đắn mang tính chất của một ngày dành cho Chúa; lỗi lầm thường dẫn dắt đến sự đồi truỵ.
Những nhận xét của Threlkeld về rượu chắc chắn đề cập đến phong tục nấu nướng trong kỷ niệm về Thánh Patrick với đồ uống "Cái nồi của Thánh Patrick" (St. Patrick's Pot) hoặc "chết chìm trong shamrock" như khi nó được biết đến. Sau khi tụ họp vào Ngày Thánh Patrick, phong tục truyền thống của những người đàn ông là đề ra những hạn chế ăn chay thông thường của Mùa Chay, và đi đến quán rượu gần nhất để đánh dấu dịp lễ hội này với rất nhiều những ly St. Patrick's Pot mà họ thấy cần thiết. Việc "chết chìm trong shamrock" được kèm theo một số lượng nghi thức nhất định như một bản tường thuật đã giải thích:

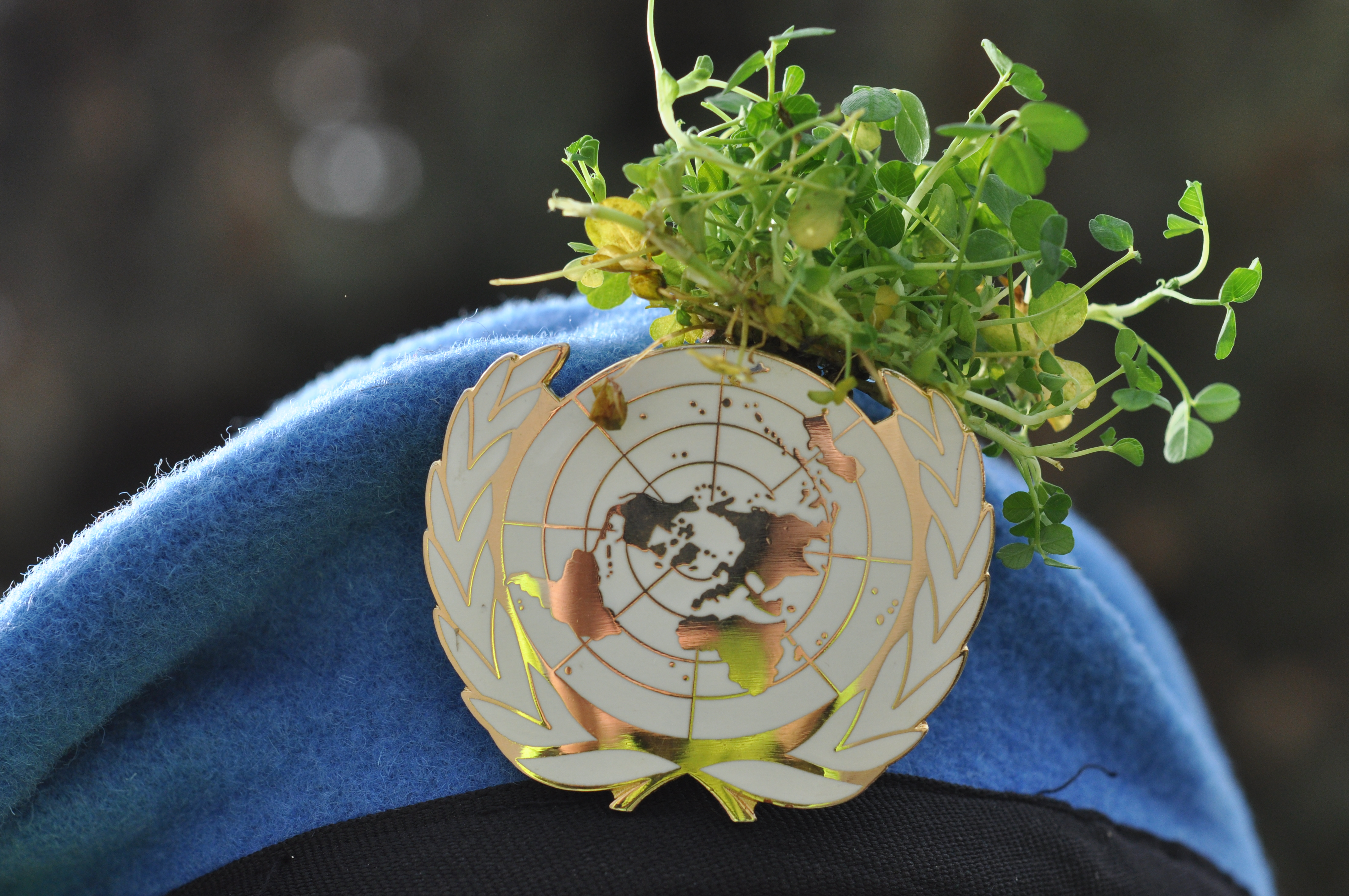
Shamrock trên một chiếc mũ bê rê của Lực lượng Phòng vệ Ireland phục vụ Liên Hợp Quốc

"Chết chìm trong shamrock" không có nghĩa là phải uống thật say khi làm việc này. Vào cuối ngày, lá shamrock đeo trên áo hoặc mũ được lấy xuống và bỏ vào ly grog hoặc ly tumbler rượu punch cuối cùng; và khi cảm thấy choáng hơi men, hay được tôn vinh trong bữa ăn, lá shamrock nên được nhặt ra khỏi ly rượu và ném qua vai trái.
Lá shamrock vẫn chủ yếu gắn liền với Ngày Thánh Patrick, ngày lễ đã trở thành quốc lễ của Ireland, và có thể thấy những cuộc diễu hành và lễ kỷ niệm trên toàn thế giới. Truyền thống đeo lá shamrock vào ngày này vẫn còn tồn tại và mô tả về những lá shamrock thường xuất hiện trong các lễ kỷ niệm.

## Biểu tượng của Ireland

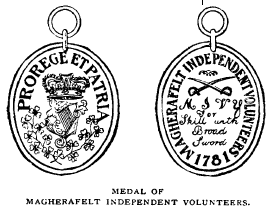
Bản vẽ huy chương trao cho các tình nguyện viên tổ chức First Magherafelt cho các kỹ năng với cây đao cùng biểu tượng shamrock.

Vì Thánh Patrick là vị thánh bảo trợ của Ireland, nên shamrock đã được sử dụng như một biểu tượng của Ireland từ thế kỷ 18, giống như cách mà hoa hồng được sử dụng cho nước Anh, cây kế (thảo nhi) cho Scotland và thủy tiên cho xứ Wales. Shamrock bắt đầu thay đổi lần đầu từ một biểu tượng hoàn toàn gắn liền với Thánh Patrick đến một biểu tượng quốc gia Ireland khi nó được sử dụng làm biểu trưng bởi quân đội phe đối lập, trong thời chính trị hỗn loạn cuối thế kỷ 18. Một bên là các Tình nguyện viên (cũng được biết đến như là Tổ chức Tình nguyện viên Ireland (Irish Volunteers (18th century))), là những người dân quân địa phương của Ireland vào cuối thế kỷ 18, đã đứng lên để bảo vệ Ireland tránh khỏi nguy cơ xâm lược từ Pháp và Tây Ban Nha, khi lực lượng binh lính Anh thường trực rút khỏi Ireland để chiến đấu trong thời kỳ chiến tranh Cách mạng Mỹ. Ở phe đối lập là các nhóm cách mạng dân tộc, chẳng hạn như Hội người Mỹ gốc Ireland (United Irishmen).
Trong số các tổ chức Tình nguyện viên, các ví dụ về việc sử dụng shamrock bao gồm sự xuất hiện của nó trên cờ hiệu của lực lượng Kỵ binh Hoàng gia Glin (Royal Glin Hussars), được thành lập vào tháng 7 năm 1779 bởi hội Hiệp sĩ của Glin, và sự xuất hiện của nó trên các lá cờ của tổ chức Tình nguyện viên Limerick (Limerick Volunteers), lực lượng Castle Ray Fencibles (Dân quân Tia hy vọng Lâu đài) và tổ chức Tình nguyện viên Braid (Braid Volunteers). Hội người Mỹ gốc Ireland đã sử dụng màu xanh lá cây làm màu sắc cách mạng của họ, mặc đồng phục hoặc ruy băng màu xanh lá cây trên mũ, và màu xanh lục liên quan đến chúng thường có liên hệ đến shamrock. Bài hát The Wearing of the Green gợi lại những cuộc tấn công của họ và các phiên bản khác nhau tồn tại sự liên hệ đến shamrock. Cờ Erin go bragh được sử dụng như tiêu chuẩn của họ kèm theo shamrock, và vào năm 1799, một tạp chí cách mạng có tựa đề The Shamroc xuất hiện trong một thời gian ngắn, trong đó các mục đích của cuộc nổi dậy được ủng hộ.

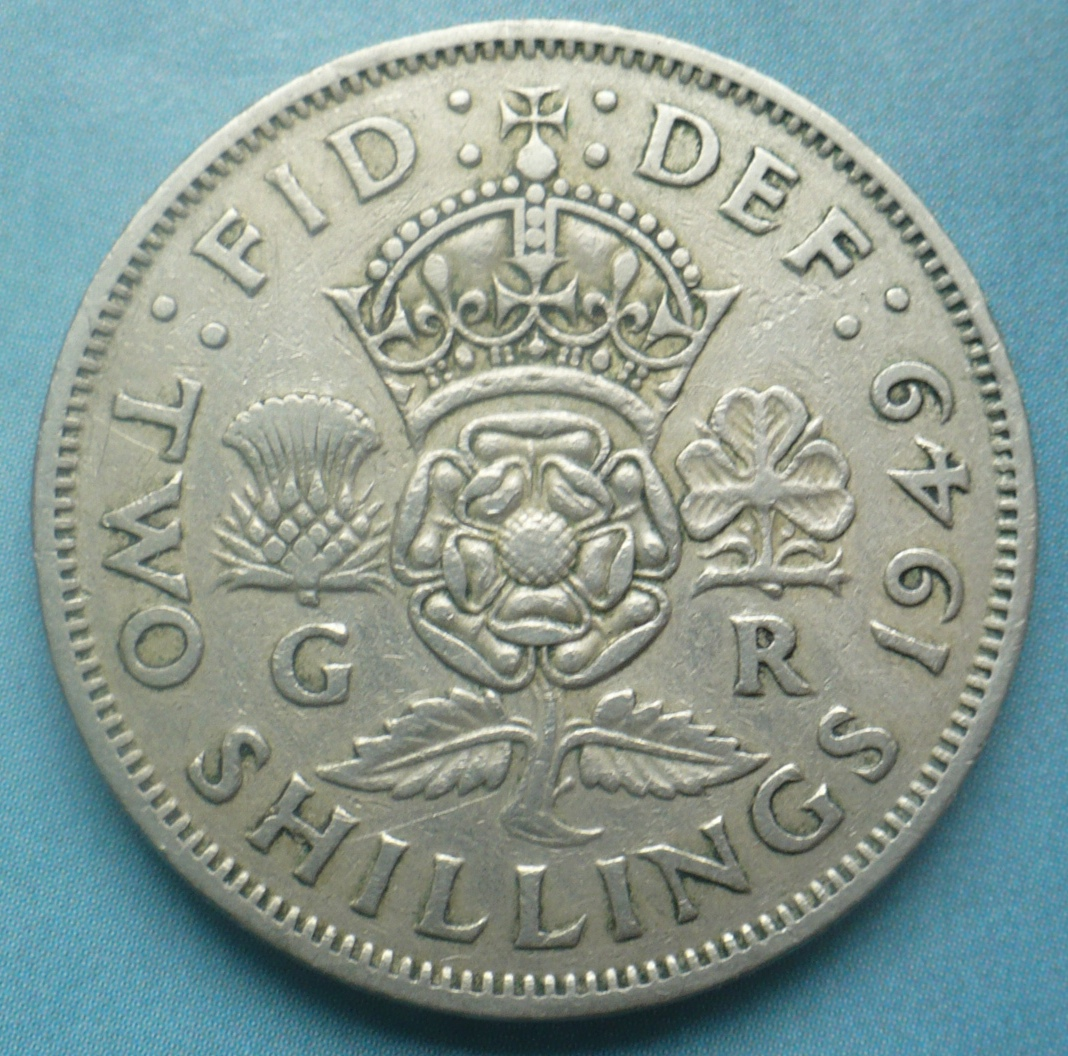
Đồng hai shilling của Anh năm 1949

Kể từ Đạo luật Hợp nhất năm 1800 giữa Vương quốc Anh và Ireland, shamrock đã được kết hợp vào trong Phù hiệu Hoàng gia Vương quốc Anh, được mô tả mọc ra một nhánh duy nhất bên cạnh hoa hồng của nước Anh, và cây kế của Scotland để tượng trưng cho sự thống nhất của ba vương quốc. Kể từ đó, shamrock đã thường xuyên xuất hiện cùng với hoa hồng, cây kế và (đôi khi là) hoa tỏi tây cho xứ Wales trong các đồng tiền xu của Anh như đồng hai shilling và đồng crown, và trong những con tem. Mẫu hoa hồng, cây kế và shamrock cũng xuất hiện thường xuyên trên các tòa nhà công cộng của Anh, như Cung điện Buckingham.
Trong suốt thế kỷ 19, sự phổ biến của shamrock như một biểu tượng của Ireland lớn dần, và nó được miêu tả trong nhiều minh hoạ về các mặt hàng như bìa sách và bưu thiếp về Ngày Thánh Patrick. Nó cũng đã được đề cập trong nhiều bài hát và bản nhạc ballad thời đó. Ví dụ, một bản ballad có tên là The Shamrock Shore đã bày tỏ niềm tiếc thương về Ireland trong thế kỷ 19. Một ví dụ điển hình của một bản ballad xuất hiện trong các tác phẩm của Thomas Moore, người có bản Oh the Shamrock là hiện thân của tinh thần đầy ưu tư của thời Victoria. Nó đã trở nên vô cùng phổ biến, và góp phần nâng cao vị thế của shamrock như một hình ảnh của Ireland:
Oh The Shamrock

-

Through Erin's Isle,

To sport awhile,

As Love and Valor wander'd

With Wit, the sprite,

Whose quiver bright

A thousand arrows squander'd.

Where'er they pass,

A triple grass

Shoots up, with dew-drops streaming,

As softly green

As emeralds seen

Through purest crystal gleaming.

Oh the Shamrock, the green immortal Shamrock!

Chosen leaf

Of Bard and Chief,

Old Erin's native Shamrock!

Tạm dịch:
Ôi Shamrock

-

Nhìn qua đảo của Erin

Để vui đùa chốc lát,

Khi tình yêu và lòng can đảm lạc lối

Với Wit, ma cà rồng,

người run rẩy từng cơn

Một ngàn mũi tên phung phí.

Nơi đâu họ bước qua,

Cỏ ba lá

Mọc lên, với giọt sương,

Khi màu xanh nhè nhẹ

Khi thấy màu lục bảo

Nhìn qua tinh thể lấp lánh.

Ôi Shamrock, màu xanh Shamrock bất tử!

Chiếc lá được chọn

của Bard và Chief,

Lá Shamrock nơi quê hương lão Erin già!

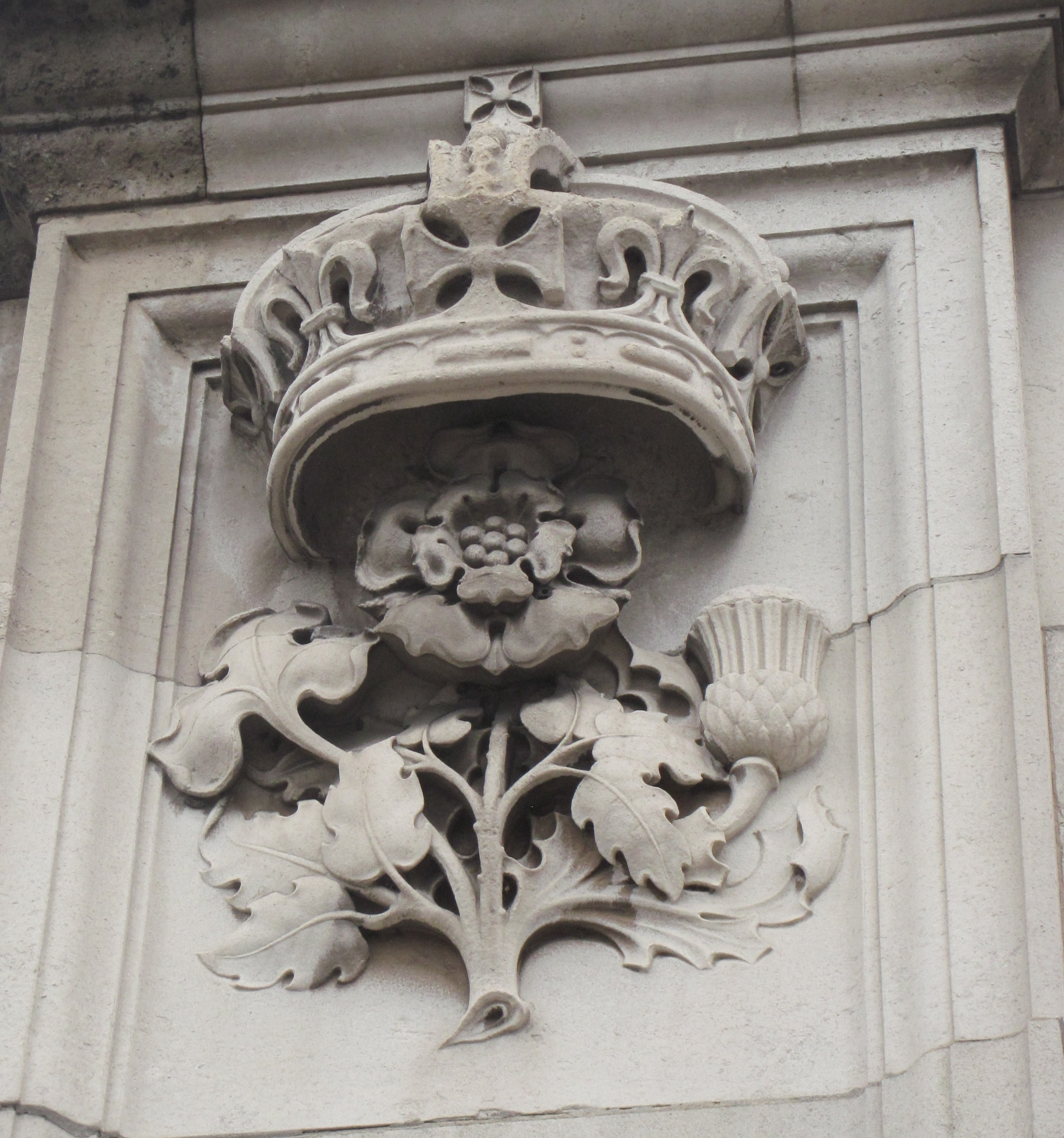
Motif hoa hồng, cây kế và shamrock trên trụ cổng tại Cung điện Buckingham

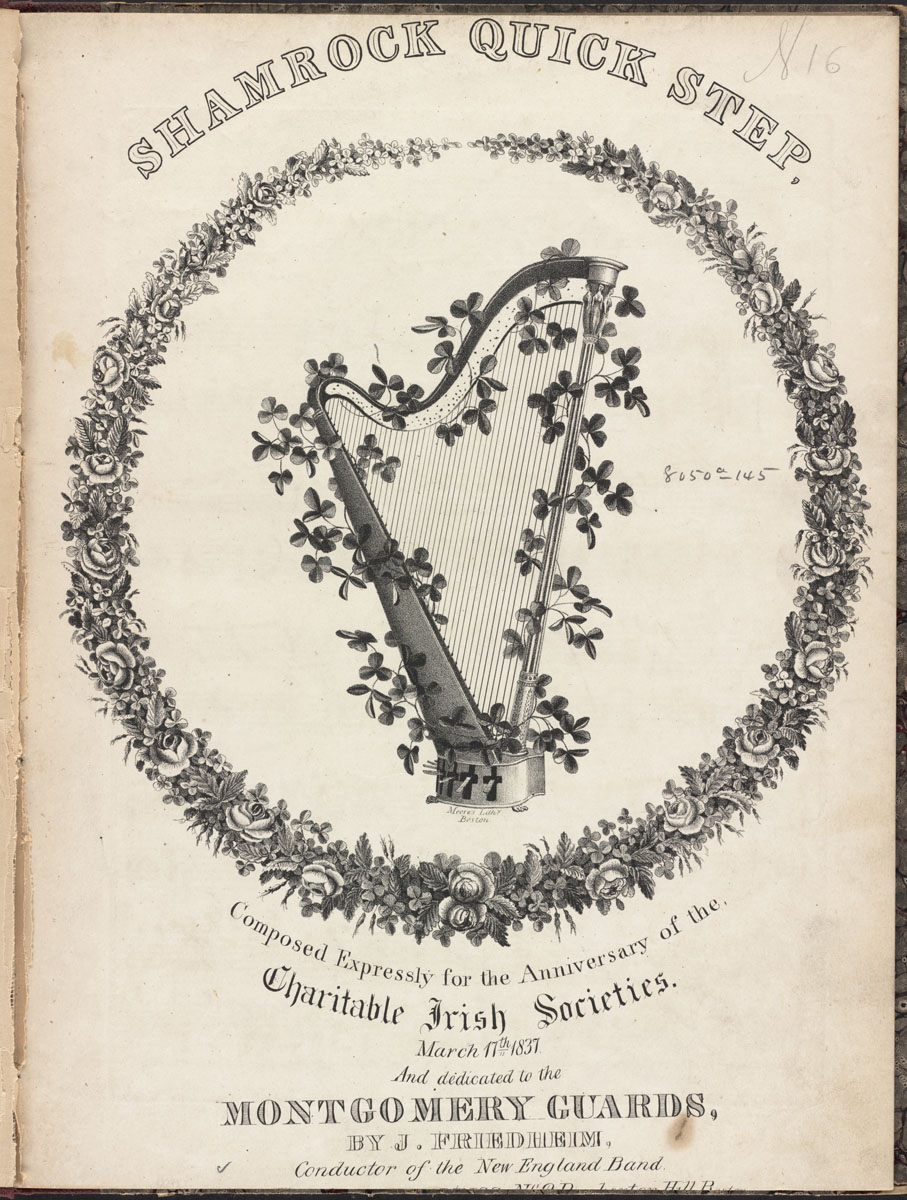
Tập bản nhạc Ireland ở Mỹ

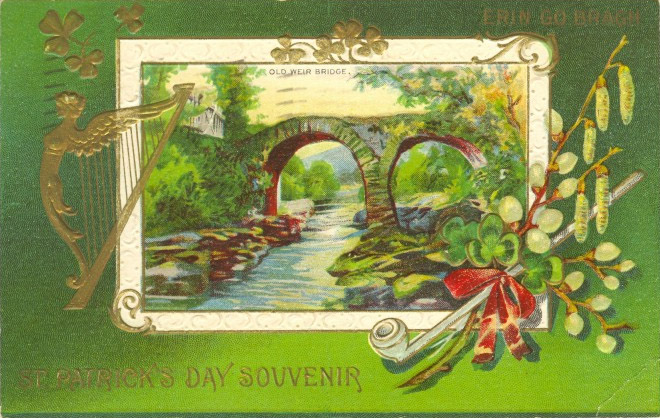
Bưu thiếp về Ngày Thánh Patrick năm 1912,

Trong suốt thế kỷ 19 và 20, shamrock vẫn tiếp tục xuất hiện trong một loạt các bối cảnh khác nhau. Ví dụ, shamrock xuất hiện trên nhiều tòa nhà ở Ireland như một họa tiết trang trí, chẳng hạn như trên mặt tiền của tòa nhà Câu lạc bộ Đường phố Kildare ở Dublin, Nhà thờ Thánh Patrick ở Armagh, và quán Harp and Lion Bar ở Listowel, Hạt Kerry. Nó cũng xuất hiện trên các thiết bị trang trí ngoại thất trên đường phố, chẳng hạn như các tiêu chuẩn đèn cũ như ở Quảng trường Mountjoy ở Dublin, và trên các đài kỷ niệm như Đài tưởng niệm Parnell và Đài tưởng niệm O'Connell, cả hai đều nằm ở Phố O'Connell, Dublin. Shamrock cũng xuất hiện trên các mặt hàng trang trí như thủy tinh, đồ gốm sứ, trang sức, vải poplin và vải ren của Ireland. Công ty gốm Belleek ở Hạt Fermanagh, ví dụ, thường xuyên có các họa tiết shamrock trên sản phẩm của mình.

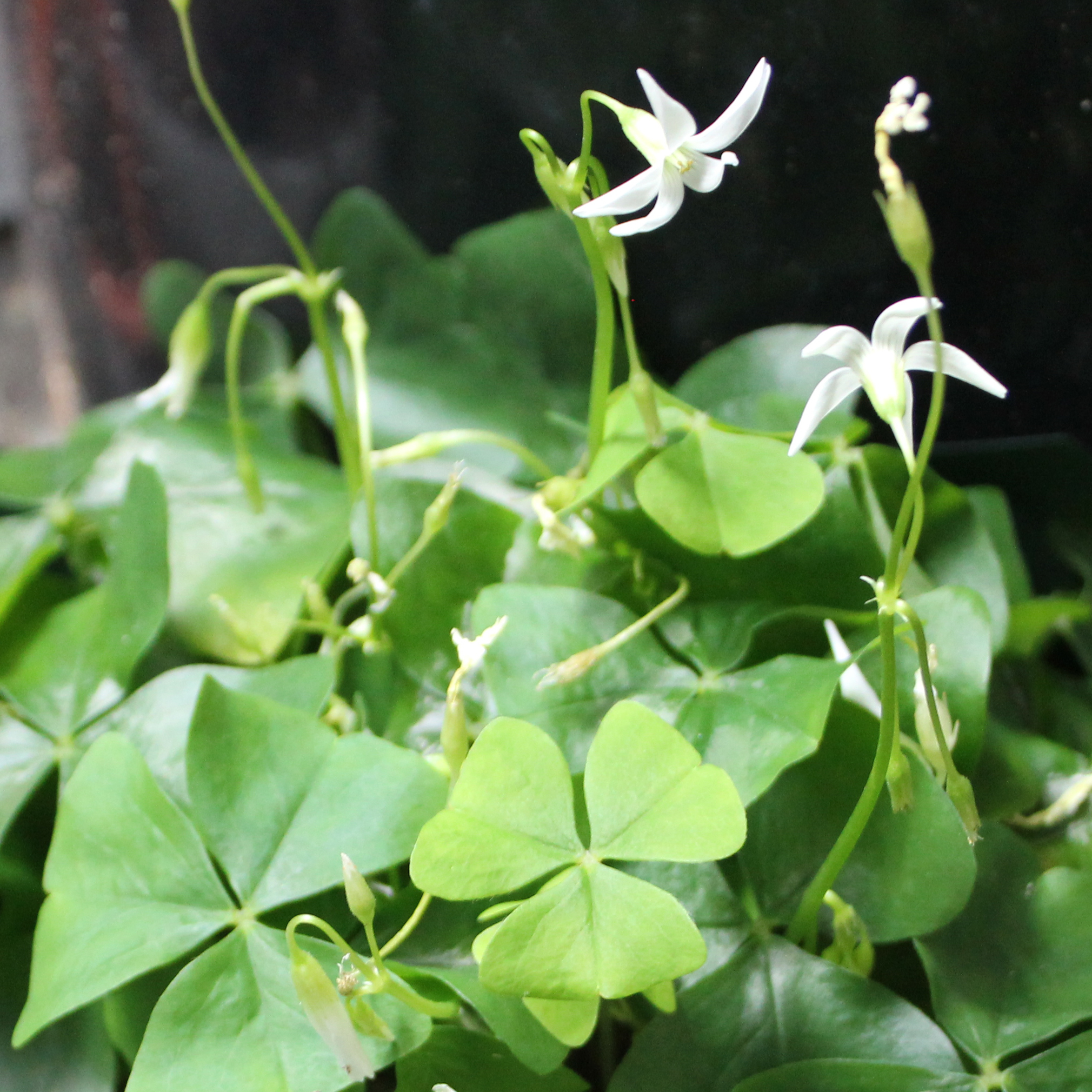
Bông hoa shamrock này đã được mua tại một cửa hàng tạp hóa. Đây là một loài cây chua me đát Nam Mỹ của Oxalis regnellii.

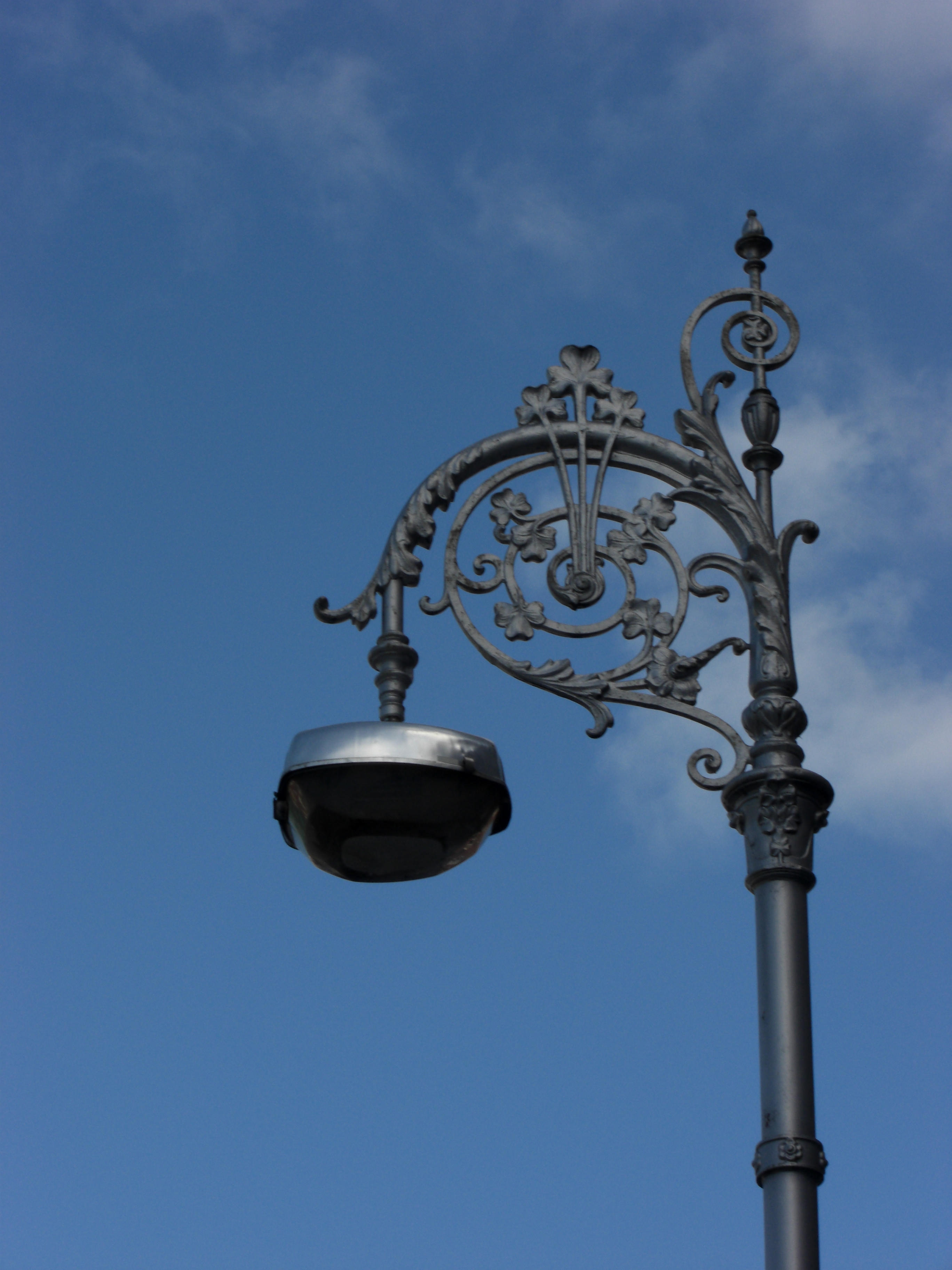
Cột đèn ở Quảng trường Mountjoy, Dublin, đầu thế Kỷ 20
Thiết kế ở Harp and Lion Bar ở Listowel, Hạt KerryThiết kế ở Harp and Lion Bar ở Listowel, Hạt Kerry
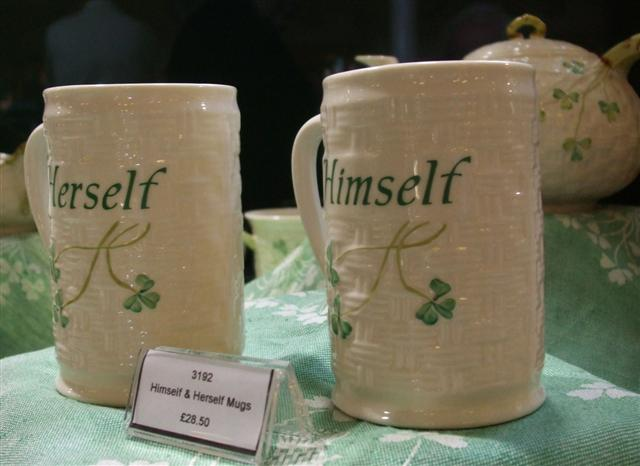
Tác phẩm của Công ty gốm Belleck, thường có các họa tiết shamrock
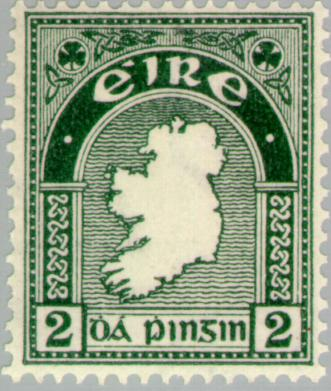
Con tem "Bản đồ Ireland": tem bưu chính đầu tiên của Ireland có đặc trưng shamrock

Shamrock được sử dụng trong biểu tượng của nhiều tổ chức nhà nước, cả ở Cộng hòa Ireland và Bắc Ireland. Một số là các cơ quan trên toàn lãnh thổ Ireland (như Tổ chức Du lịch Ireland) cũng như các tổ chức cụ thể của Cộng hòa Ireland (như IDA Ireland) và Bắc Ireland (như Sở cảnh sát Bắc Ireland). Dịch vụ bưu chính An Post của Ireland thường xuyên có hoạ tiết shamrock trong các bộ tem phát hành của mình. Hãng hàng không Aer Lingus sử dụng biểu tượng này trong logo của họ, và biển báo kiểm soát không lưu được đặt là "SHAMROCK".

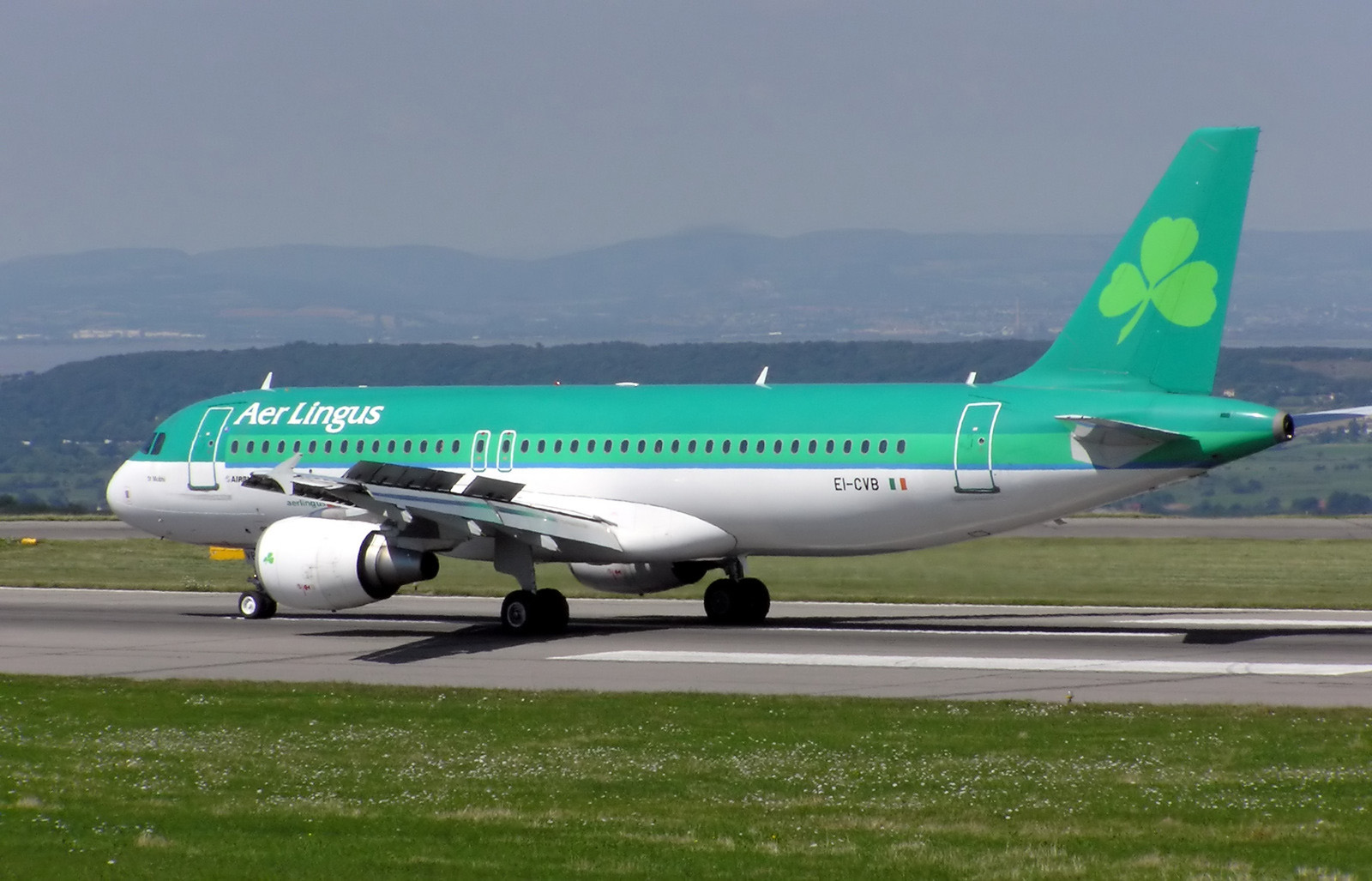
Một chiếc máy bay của hãng hàng không Aer Lingus với một chiếc lá shamrock trên cánh đuôi của nó

Shamrock đã được đăng ký như một nhãn hiệu của Chính phủ Ireland. Trong những năm 1980, Ireland bảo vệ quyền sử dụng shamrock như biểu tượng quốc gia của mình trong một trường hợp với một thương hiệu của Đức, bao gồm đại diện cao cấp từ Taoiseach (chức danh Thủ tướng của Ireland) Charles Haughey. Ban đầu bị xử thua trong phiên sơ thẩm, Ireland đã kháng cáo thành công lên Tòa án Tối cao Đức vào năm 1985.
Một tập tục đã trở thành truyền thống là vào mỗi dịp Ngày Thánh Patrick, một Taoiseach của Ireland sẽ biếu tặng một cái bát đặc biệt của nhãn hiệu pha lê Waterford Crystal có hoạ tiết shamrock cho Tổng thống Hoa Kỳ trong Nhà Trắng.
Shamrock cũng được sử dụng trong biểu tượng của các tổ chức của Anh có quan hệ với Ireland, như Lực lượng Cận vệ Ireland. Những người lính của Trung đoàn Hoàng gia Ireland của Lực lượng Lục quân Anh sử dụng shamrock làm biểu tượng của họ, và đeo một nhánh nhỏ shamrock vào Ngày Thánh Patrick. Shamrock được xuất khẩu đến bất cứ nơi nào trung đoàn này đóng quân trên toàn thế giới. Victoria của Anh đã ra lệnh hơn một trăm năm trước, rằng những người lính từ Ireland nên đeo một nhánh nhỏ shamrock để thừa nhận sự dũng cảm trong chiến đấu của người Ireland trong Chiến tranh Boer, một truyền thống được tiếp nối bởi quân đội Anh từ cả phía bắc và nam của Ireland sau sự Sự chia cắt Ireland vào năm 1921. Phù hiệu trên lá cờ của Quỹ Chữ thập George thuộc Sở mật vụ Hoàng gia Ulster (Royal Ulster Constabulary George Cross Foundation) được gói gọn trong một vòng hoa shamrock.
Shamrock cũng xuất hiện trong các biểu tượng của một loạt các tổ chức tình nguyện và phi chính phủ ở Ireland, như Hội Nông dân Ireland, tổ chức nam hướng đạo sinh của Ireland, tổ chức Hướng đạo Ireland Hội Nữ Hướng đạo Ireland, và Hội người hiến thận Ireland (Irish Kidney Donors Association). Ngoài ra, nhiều tổ chức thể thao đại diện cho Ireland sử dụng shamrock trong biểu trưng và biểu tượng của họ, ví dụ như Liên đoàn bóng đá Ireland (Bắc Ireland), Hiệp hội bóng bầu dục Ireland, Swim Ireland, Cricket Ireland, và Hội đồng Olympic Ireland. Một nhánh nhỏ shamrock đại diện cho Câu lạc bộ thuyền yatch Lough Derg ở Tipperary, (thành lập năm 1836). Shamrock là biểu tượng chính thức của câu lạc bộ bóng đá Ireland Shamrock Rovers.

## Sử dụng ở nước ngoài
Nhà thường xuất hiện như một phần của biểu tượng nhiều tổ chức ở nước ngoài với các cộng đồng gốc Ireland. Bên ngoài Ireland, các tổ chức, doanh nghiệp và địa điểm khác nhau cũng sử dụng biểu tượng để quảng cáo kết nối với hòn đảo này.
- Shamrock đã kết hợp trong biểu tượng của tổ chức Hội bằng hữu cổ đại Ái Nhĩ Lan (Ancient Order of Hibernians), tổ chức Công giáo Ireland lớn nhất và lâu đời nhất. Được thành lập ở thành phố New York vào năm 1836 bởi những người nhập cư Ireland, tổ chức này xác nhận có hơn 80.000 thành viên ở Hoa Kỳ, Canada và Ireland.[48]
- Hiệp hội Ngọc lục bảo (Emerald Society), một tổ chức của các sĩ quan cảnh sát Hoa Kỳ hoặc các nhân viên cứu hỏa có nguồn gốc Ireland, bao gồm một biểu tượng trên huy hiệu của họ. Hiệp hội Ngọc lục bảo xuất hiện ở hầu hết các thành phố lớn của Mỹ, chẳng hạn như thành phố New York, Milwaukee, thành phố Jersey, Washington, D.C., Boston, Chicago, San Francisco, Los Angeles, Minnesota.
- Shamrock được kết hợp trong một "ngăn" của Huy hiệu Hoàng gia Canada, như một phần của một vòng hoa shamrock, hoa hồng, cây kế, và hoa huệ tây (đại diện cho người định cư gốc Ireland, Anh, Scotland và Pháp của Canada).
- Lá cờ của thành phố Montréal, Quebec, Canada có một lá shamrock ở góc dưới bên phải. Shamrock đại diện cho dân cư Ireland, một trong bốn nhóm sắc tộc chính tạo thành dân số của thành phố vào thế kỷ 19 khi huy hiệu được thiết kế, ba nhóm khác là người pháp (đại diện bởi một bông hoa bách hợp ở phía trên bên trái), Anh (đại diện bởi một bông hồng trong góc trên bên phải), và Scotland (đại diện bởi một cây kế ở góc dưới bên trái).
- Shamrock được kết hợp trên tem hộ chiếu của Montserrat, rất nhiều người dân nước này có gốc Ireland.
- Shamrock tượng trưng cho Quân đoàn 2 của Quân đội Potomac trong cuộc Nội chiến Hoa Kỳ, trong đó có Lữ đoàn Ái Nhĩ Lan (Irish Brigade). Nó vẫn có thể được nhìn thấy trên phù hiệu nhóm của "The Fighting Sixty-Ninth".

Lá cờ của Tiểu đoàn Thánh Patrick của quân đội Mexico được tái tạo từ mô tả của Jon Riley. Lá cờ này đã trở thành một biểu tượng của chủ nghĩa dân tộc Ireland.

- Lá cờ Erin Go Bragh được sử dụng bởi Tiểu đoàn Thánh Patrick của Lục quân Mexico, sử dụng một thiên thần Cláirseach, một cây đàn hạc Ireland thời trung cổ, nằm gọn trong một vòng hoa cỏ ba lá. Một lá cờ tượng trưng cho chủ nghĩa dân tộc Ireland, thường thấy trong Ngày Thánh Patrick, thường được trưng bày trong suốt các cuộc diễu hành.
- Phù hiệu ngực của câu lạc bộ bóng đá Glasgow Celtic - ban đầu bao gồm một lá shamrock - đã được thay đổi thành một lá cỏ bốn lá trong năm 1938 mà không rõ lý do.[49] Câu lạc bộ được thành lập năm 1887 tại Glasgow trong số những người nhập cư Ireland nghèo khổ của thành phố.
- Câu lạc bộ bóng bầu dục London Irish có một lá shamrock trên phù hiệu ngực của họ. Câu lạc bộ được thành lập 1898 cho những người Ireland trẻ tuổi ở London.
- Câu lạc bộ xe máy Shamrocks là câu lạc bộ xe máy truyền thống có trụ sở tại Hoa Kỳ (bao gồm các nhân viên thực thi pháp luật) sử dụng shamrock làm tên và biểu tượng.[50]
- Câu lạc bộ bóng rổ Boston Celtics Mỹ kết hợp shamrock vào trong logo của họ. Cựu cầu thủ bóng rổ Shaquille O'Neal tự đặt biệt danh cho mình là "Big Shamrock" sau khi gia nhập đội bóng.
- Tại Úc, câu lạc bộ Melbourne Celtic Club câu Lạc bộ có một lá shamrock trên biểu tượng của họ. Câu lạc bộ được thành lập vào năm 1887 cho các nhóm người Ireland và các nhóm người Celt khác trong thành phố.[51]
- Trong cuộc Nội chiến Nga, một sĩ quan Anh, P.J. Woods, quê ở Belfast, đã thành lập một Trung đoàn Karelia, trong đó có một lá shamrock trên một cánh đồng cam trong huy hiệu của trung đoàn.
- Một lá shamrock (Trifylli) là biểu tượng chính thức của câu lạc bộ nhiều môn thể thao Panathinaikos A.O., câu lạc bộ bóng đá Hy Lạp Acharnaikos F.C. và câu lạc bộ thể thao của Síp AC Omonia. Một lá shamrock đỏ cũng là biểu tượng của Platanias F.C., một đội bóng đá của Chania.
- Câu lạc bộ bóng đá Viborg FF của Đan Mạch sử dụng một lá shamrock trong huy hiệu, và nó đã trở thành một biểu tượng của thị trấn Viborg.
- Câu lạc bộ bóng đá SpVgg Greuther Fürth cũng có một lá shamrock trong huy hiệu của nó như là biểu tượng của thành phố Fürth.
- Một lá shamrock được sử dụng trong huy hiệu của Lực lượng Không quân Ý.
- Theo Liên minh Chống Phỉ báng, biểu tượng của Hội ái hữu Aryan kết hợp một lá shamrock với một dấu chữ thập ngoặc.[52]

Hiệu kỳ của Montreal. Lá shamrock nằm ở góc trên bên phải.
Biểu tượng của Hội bằng hữu cổ đại Ái Nhĩ Lan
Biểu tượng của Giáo phận Công giáo La Mã ở Newark, New Jersey
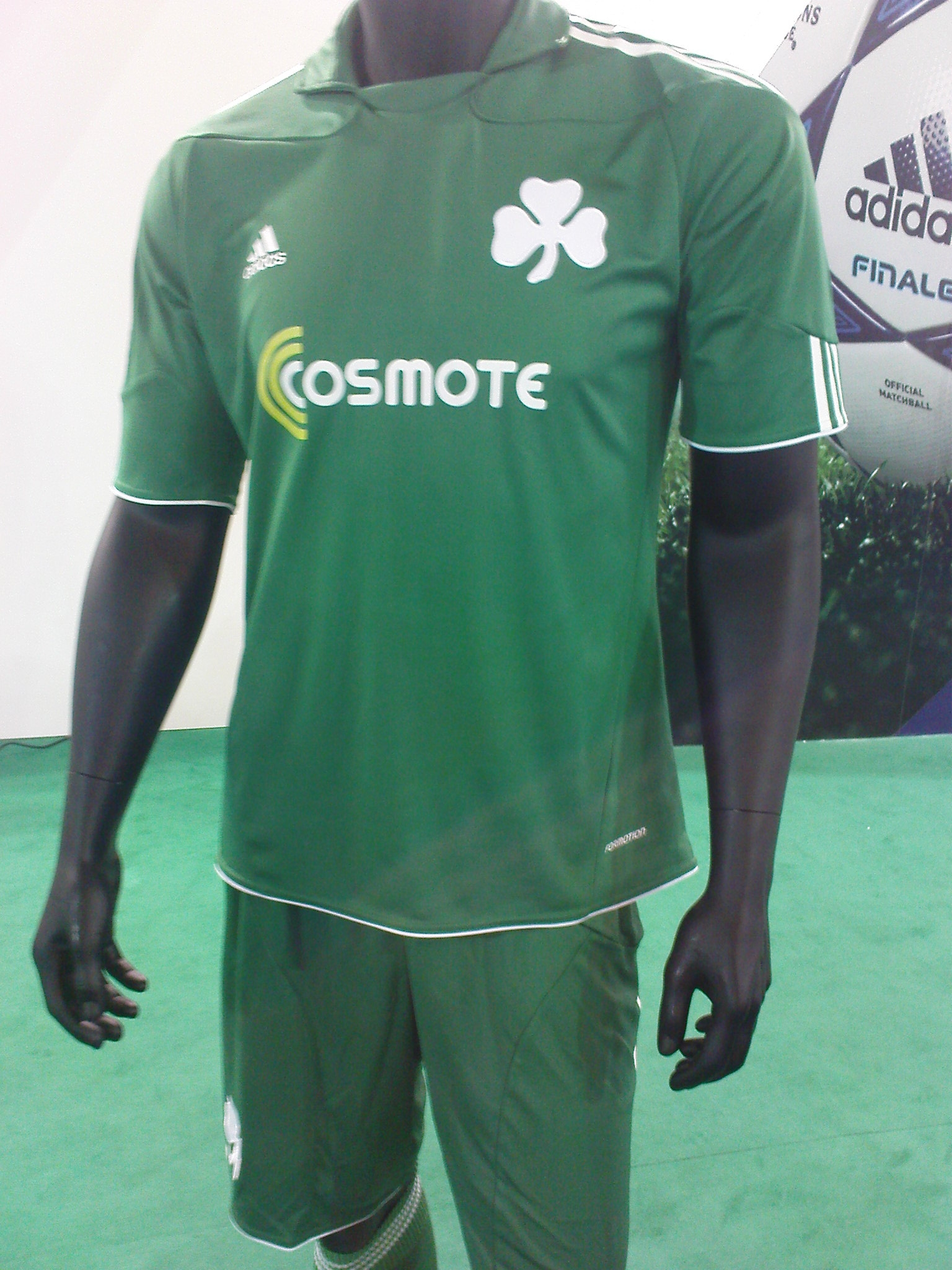
Áo của đội bóng Panathinaikos
Bông shamrock trong biểu tượng của Hội ái hữu Aryan với một biểu tượng Hakenkreuz